# Aphroceras caespitosa
Aphroceras caespitosa är en svampdjursart som först beskrevs av Ernst Haeckel 1872.  Aphroceras caespitosa ingår i släktet Aphroceras och familjen Grantiidae. Inga underarter finns listade i Catalogue of Life.